# Christian Danner
Christian Josef Danner (Monaco di Baviera, 4 aprile 1958) è un ex pilota automobilistico tedesco.
Campione di Formula 3000 nel 1985, per alcuni anni divenne presenza fissa nei Gran Premi di Formula 1, in cui corse sempre con squadre di bassa classifica conquistando un quarto posto come miglior risultato.
Successivamente disputò soprattutto competizioni a ruote coperte, ottenendo la vittoria della 24 Ore di Spa 1992.

## Carriera

### Inizi, Formula 2 e Formula 3000 (1977 - 1985)
Danner cominciò a correre nella Renault 5 Cup a diciannove anni. Nel 1981 passò alle competizioni a ruote scoperte, prendendo parte al Campionato europeo di Formula 2. Non avendo mai corso su delle monoposto il pilota tedesco dovette attraversare un periodo di adattamento, chiudendo poi le stagioni 1983 e 1984 in quinta posizione. Nel 1985 Danner fu il primo campione dell'appena costituito campionato di Formula 3000, nel quale conquistò quattro vittorie e 51 punti contro i 45 del rivale Mike Thackwell.

### Formula 1 (1985 - 1989)

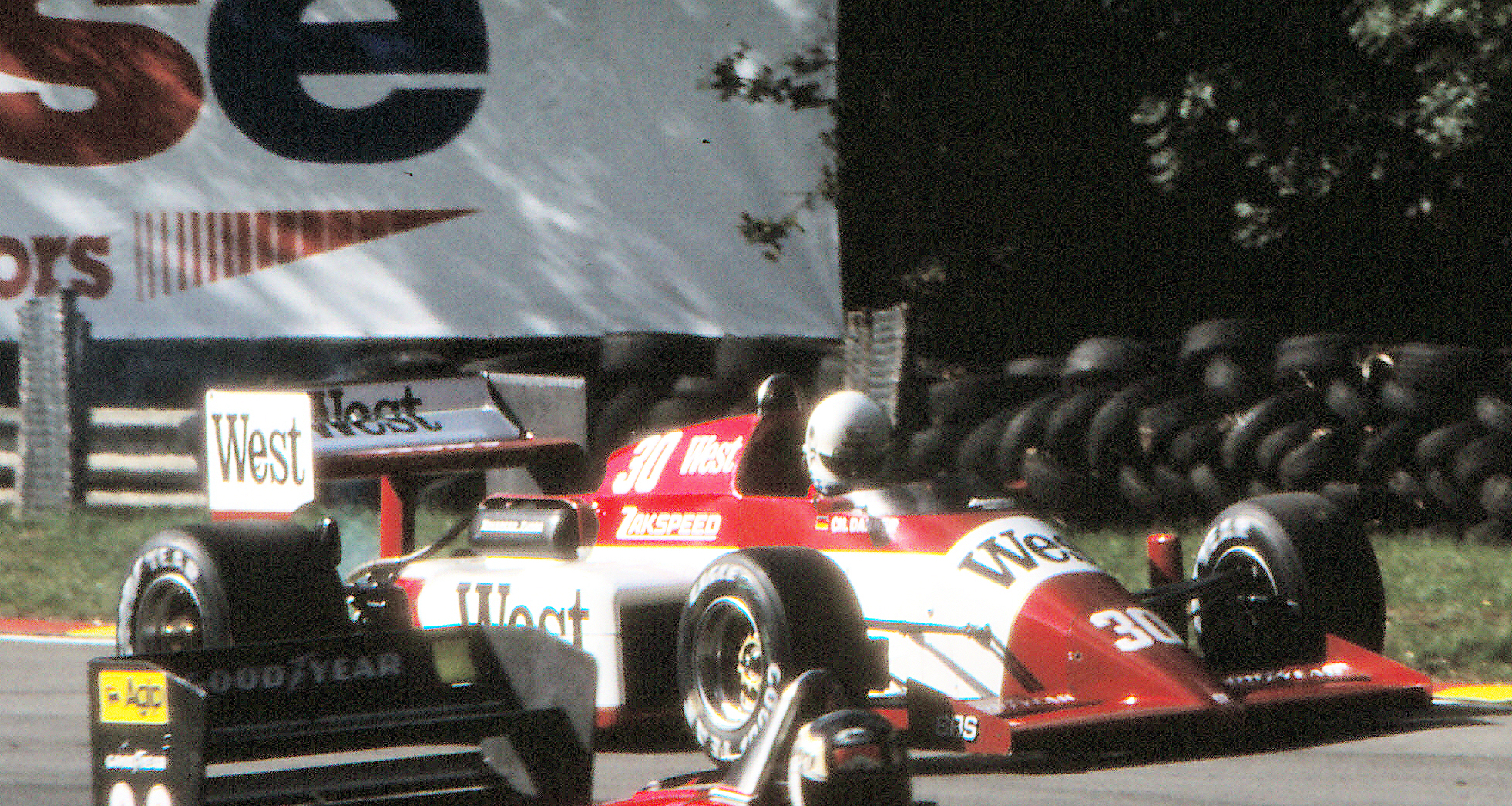
Danner impegnato durante le prove libere del Gran Premio d'Europa 1985 con la sua Zakspeed

Nel 1985 Danner debuttò in Formula 1 con la Zakspeed, con la quale prese parte ai Gran Premi del Belgio e d'Europa, ritirandosi in entrambe le occasioni.
La vittoria nel campionato di Formula 3000 gli valse l'ingaggio della Osella per la stagione 1986 di Formula 1, ma il pilota tedesco fu costretto al ritiro in cinque delle sei gare a cui partecipò per la scuderia italiana, mancando la qualifica nel Gran Premio di Monaco. Passato alla Arrows a partire dal Gran Premio di Detroit in sostituzione dell'infortunato Marc Surer, il pilota tedesco ottenne dei risultati leggermente migliori, facendo segnare l'unico punto stagionale della scuderia in Austria.
Non confermato dalla Arrows, nel 1987 tornò alla Zakspeed, questa volta per una stagione completa. La vettura non era particolarmente competitiva e Danner fu per lo più relegato nelle retrovie, sfiorando in qualche occasione la zona punti ma chiudendo la stagione a quota zero.
Nel 1988, non trovando posto in Formula 1, Danner passò al DTM, dove disputò l'intera stagione alla guida di una BMW M3. Il pilota tedesco chiuse il Campionato in undicesima posizione e conquistò due vittorie a Hockenheim.
Nel 1989 Danner tornò a competere in F1, venendo ingaggiato dalla Rial, scuderia che aveva debuttato l'anno prima. La vettura era molto poco competitiva, tanto che Danner mancò la qualifica nei Gran Premi di San Marino e di Monaco; nel movimentato Gran Premio di Phoenix il pilota tedesco conquistò un quarto posto che evitò alla squadra di dover prendere parte alle prequalifiche, ma da quel momento Danner riuscì a qualificarsi per la gara in una sola occasione. Deluso dagli scarsi risultati, il pilota tedesco abbandonò il team a tre gare dalla fine del Campionato, ponendo fine alla propria esperienza in Formula 1.

### Turismo e IndyCar (1990 - 1997)

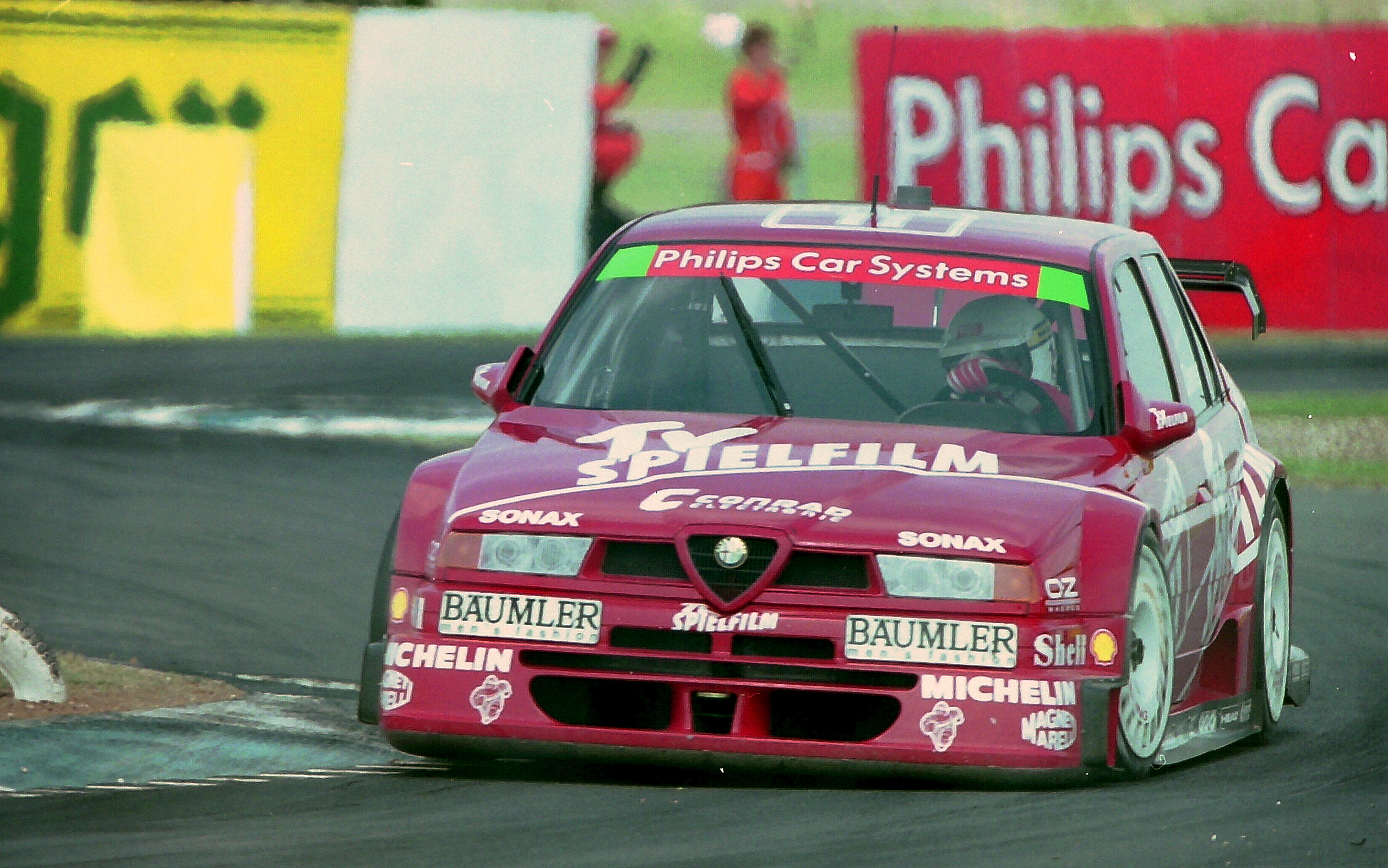
Danner su Alfa Romeo 155 V6 TI nel DTM 1994

Nel 1990 Danner corse nella Formula 3000 giapponese, senza però ottenere risultati di rilievo. Nel 1991 il pilota tedesco tornò a competere a tempo pieno nel DTM, mentre nel 1992 vinse la 24 Ore di Spa e disputò alcune gare nel campionato IndyCar, con un tredicesimo posto come miglior risultato.
Dal 1993 al 1996 Danner fu pilota ufficiale dell'Alfa Romeo dapprima nel DTM e poi nell'ITC, conquistando in totale tre vittorie e chiudendo la stagione 1993 in quinta posizione assoluta. Il pilota tedesco continuò anche le sue sporadiche apparizioni oltreoceano.
Nel 1997 prese parte alla Super Tourenwagen Cup, chiudendo la stagione in ventinovesima posizione; il pilota tedesco si ritirò poi dall'attività agonistica, pur prendendo saltuariamente parte a diverse competizioni motoristiche tra le quali la serie Grand Prix Masters.
In seguito al suo ritiro Danner è divenuto commentatore dei Gran Premi di Formula 1 per la tedesca RTL, facendo poi da consulente per le attività in Formula 1 di diverse compagnie tedesche tra le quali Allianz.

## Risultati completi in Formula 1
| 1985 | Scuderia | Vettura |  |  |  |  |  |  |  |  |  |  |  |  |     |     |  |  |  | Punti | Pos. |
| ---- | -------- | ------- |  |  |  |  |  |  |  |  |  |  |  |  | --- | --- |  |  |  | ----- | ---- |
| 1985 | Zakspeed | 841     |  |  |  |  |  |  |  |  |  |  |  |  | Rit | Rit |  |  |  | 0     |      |

| 1986 | Scuderia      | Vettura |     |     |     |    |     |     |     |    |     |     |     |   |   |    |   |     |  | Punti | Pos. |
| ---- | ------------- | ------- | --- | --- | --- | -- | --- | --- | --- | -- | --- | --- | --- | - | - | -- | - | --- |  | ----- | ---- |
| 1986 | Osella Arrows | FA1 A8  | Rit | Rit | Rit | NQ | Rit | Rit | Rit | 11 | Rit | Rit | Rit | 6 | 8 | 11 | 9 | Rit |  | 1     | 18º  |

| 1987 | Scuderia | Vettura   |   |   |     |    |   |     |     |     |     |   |   |     |     |     |     |   |  | Punti | Pos. |
| ---- | -------- | --------- | - | - | --- | -- | - | --- | --- | --- | --- | - | - | --- | --- | --- | --- | - |  | ----- | ---- |
| 1987 | Zakspeed | 861 e 871 | 9 | 7 | Rit | ES | 8 | Rit | Rit | Rit | Rit | 9 | 9 | Rit | Rit | Rit | Rit | 7 |  | 0     |      |

| 1989 | Scuderia | Vettura |    |    |    |    |   |   |    |    |    |    |    |    |    |  |  |  |  | Punti | Pos. |
| ---- | -------- | ------- | -- | -- | -- | -- | - | - | -- | -- | -- | -- | -- | -- | -- |  |  |  |  | ----- | ---- |
| 1989 | Rial     | ARC2    | 14 | NQ | NQ | 12 | 4 | 8 | NQ | NQ | NQ | NQ | NQ | NQ | NQ |  |  |  |  | 3     | 21º  |

| Legenda | 1º posto     | 2º posto | 3º posto    | A punti         | Senza punti/Non class.  | Grassetto – Pole position Corsivo – Giro più veloce |
| Legenda | Squalificato | Ritirato | Non partito | Non qualificato | Solo prove/Terzo pilota | Grassetto – Pole position Corsivo – Giro più veloce |